# Емблема Республіки Сербської
Емблема Республіки Сербської — затверджена 15 липня 2008 року. Має вигляд кольорового кола, на яке накладені золоті переплетені літери Р та С. Коло оточене вінком із золотих дубових листків, переплетених унизу стрічкою кольорів прапора й увінчаний королівською короною. По колу наведено назву «Республіка Сербська» двома мовами. Внизу зображено королівську корону середньовічної династії правителів Боснії.

## Старий герб

Старий герб Республіки Сербської

Старий герб Республіки Сербської мав вигляд червоного щита, на якому розташовувалася золота королівська корона, котра нависла над срібним двоголовим орлом. Дзьоб, язик і ноги орла — золотого кольору, на його грудях розташований сербський хрест.

## Затверджений герб

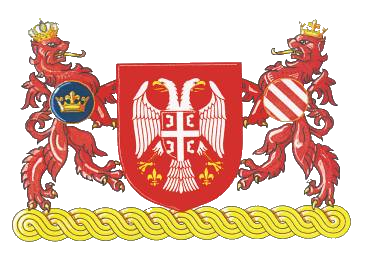
Визнаний неконституційним великий герб Республіки Сербської

Конституційний суд Боснії та Герцеговини оголосив старий герб Республіки Сербської неконституційним, видавши закон про використання урядом Республіки Сербської з 16 червня 2007 року замість герба Емблему Республіки Сербської, яка у 2008 році була замінена новим гербом.
Народна скупщина Республіки Сербської 15 липня 2008 року ухвалила рішення про новий герб Республіки Сербської, який заснований на гербі середньовічної династії Неманичів.